# Loćika
Loćika es un pueblo ubicado en la municipalidad de Rekovac, en el distrito de Pomoravlje, Serbia.

## Superficie
Posee una superficie de 11,39 kilómetros cuadrados.

## Demografía
Hasta 2011 la población era de 438 habitantes, con una densidad de población de 38,45 habitantes por kilómetro cuadrado.